# Општина Нушфалау (Салаж)
Нушфалау (рум. Nuşfalău) општина је у Румунији у округу Салаж.
Oпштина се налази на надморској висини од 235 m.